# Sozialgericht Ulm

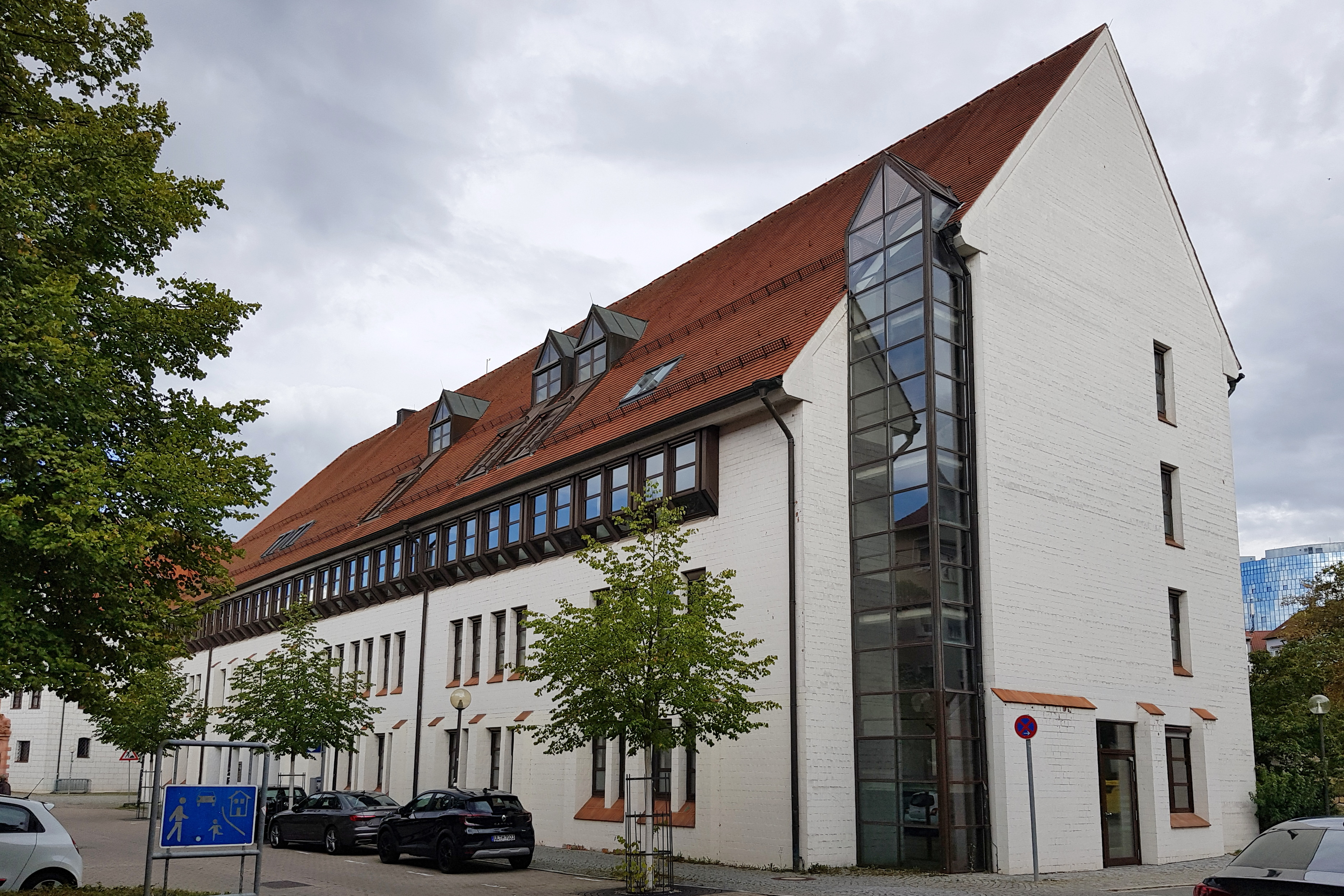
Sozialgericht im Justizzentrum Zeughaus

Das Sozialgericht Ulm ist ein Gericht der Sozialgerichtsbarkeit. Das Gericht ist eines von acht Sozialgerichten in Baden-Württemberg und hat seinen Sitz in Ulm.

## Gerichtsgebäude
In der Zeughausgasse 12 befindet sich das Gerichtsgebäude des Sozialgerichts Ulm.

## Gerichtsbezirk  und übergeordnete Gerichte
Das Sozialgericht Ulm ist örtlich für den Stadtkreis Ulm, den Alb-Donau-Kreis, den Landkreis Biberach, den Landkreis Göppingen, den Landkreis Heidenheim und den Ostalbkreis zuständig. Die sachliche Zuständigkeit ergibt sich aus dem Sozialgerichtsgesetz.
Auf Landesebene ist das Landessozialgericht Baden-Württemberg in Stuttgart das übergeordnete Gericht. Diesem ist wiederum das Bundessozialgericht, in Kassel angesiedelt, übergeordnet.